# Кіндрашівська
Кіндраші́вська — вантажно-пасажирська залізнична станція Лиманської дирекції Донецької залізниці.
Розташована в смт Станиця Луганська, Щастинський район, Луганської області на лінії Іллєнко — Родакове між станціями Луганськ-Північний (13 км), Кіндрашівська-Нова (4 км) та Вільхова (8 км).
Через військову агресію Росії на сході України транспортне сполучення припинене.